# Tone (Jeff Ament)
Tone è l'album di debutto solista di Jeff Ament bassista rock e membro dei Pearl Jam, pubblicato il 16 settembre 2008 su Monkeywrench Records.
L'album contiene dieci canzoni scritte nell'arco di 12 anni. È caratterizzato da un suono grezzo e sperimentale ed è stato registrato da Ament per un periodo di otto anni presso l'Horseback Court di Blue Mountain, nel Montana, che è lo studio di casa di Ament e completato nel 2008. Tone è stato mixato da Brett Eliason, che in precedenza aveva lavorato con Ament come ingegnere del suono dei Pearl Jam. La copertina è stata creata da Ament.

## Tracce
Testi e musiche di Jeff Ament.
1. Just Like That – 1:33
2. Give Me a Reason – 3:15
3. Bulldozer – 2:44
4. Relapse – 4:33
5. Say Goodbye – 3:13
6. The Forest – 3:08
7. Life of a Salesman – 4:19
8. Doubting Thomasina – 4:08
9. Hi-Line – 4:03
10. The Only Cloud in the Sky – 1:55

## Formazione
- Jeff Ament – tutti gli strumenti (se non diversamente specificato), additional recording, artwork

Musicisti addizionali
- Matt Bayles, John Burton – additional recording
- Brett Eliason – recording, mixing
- Joe Gastwirt – mastering
- Doug Pinnick – voce su "Doubting Thomasina"
- Richard Stuverud – Percussioni, voce